# Never Enough (Patty Smyth)
Never Enough è il primo album in studio da solista della cantante statunitense Patty Smyth, pubblicato nel 1987.

## Tracce
1. Never Enough (Rob Hyman, Eric Bazilian, Rick Chertoff, Patty Smyth, David Kagan) - 4:15
2. Downtown Train (Tom Waits) - 5:05
3. Give It Time (Rob Hyman, David Kagan) - 4:17
4. Call to Heaven (Tony Clarkin) - 5:06
5. The River Cried (Billy Steinberg, Tom Kelly) - 4:16
6. Isn't It Enough (Danny Wilde, Nick Trevisick) - 4:22
7. Sue Lee (Willie Nile, Rick Chertoff) - 3:48
8. Tough Love (Nick Gilder, Duane Hitchings) - 4:54
9. Heartache Heard 'Round the World (Rob Hyman, Eric Bazilian, Rick Chertoff, Patty Smyth) - 4:54

## Formazione
- Patty Smyth – voce
- Eric Bazilian – tastiera, chitarra, cori
- Rob Hyman – tastiera, cori
- Ralph Schuckett – tastiera
- Richard Termini – tastiera
- Peter Wood – tastiera
- Rick DiFonzo – chitarra
- Keith Mack – chitarra
- William Wittman – chitarra, cori
- Tommy Conwell – chitarra (6)
- Neil Jason – basso
- Anton Fig – batteria, percussioni
- Ray Spiegel – tabla
- David Sanborn – sassofono (2)
- Magic Dick – armonica (3)
- John Agnello – cori
- Ellison Chase – cori
- Rory Dodd – cori
- Andy King – cori
- John Loeffler – cori
- Kasim Sulton – cori
- Eric Troyer – cori